# Partido Revolucionario de los Trabajadores (Panamá)
El Partido Revolucionario de los Trabajadores (PRT) fue un pequeño partido político panameño de ideología trotskista, creado en octubre de 1983. Su principal líder fue Graciela Dixon.
Previo a las elecciones generales de 1984, estableció una coalición con varias organizaciones sindicales que no deseaban unirse con el Partido del Pueblo de Panamá ni con el Partido Socialista de los Trabajadores.
El PRT tomó una postura ambivalente, criticando pero apoyando al régimen militar de Manuel Antonio Noriega, aunque reclamaba que se siguiera con las políticas revolucionarias de Omar Torrijos, que había fallecido en 1981, sobre todo aquellas relativas a fortalecer la democracia popular.
En las elecciones de 1984 el PRT rechazó unirse a la coalición oficialista UNADE y postuló a José Renán Esquivel como candidato propio. El PRT sólo obtuvo 3969 votos (0,62% del total) y ningún diputado a la Asamblea Nacional, por lo que fue abolido por el Tribunal Electoral en noviembre de 1984.